# 山名義理
山名 義理（やまな よしただ/よしまさ）は、南北朝時代の守護大名。法名は道弘。美作国・紀伊国守護。後に石見国守護として復権する。

## 略歴
延元2年/建武4年（1337年）、山名時氏の次男として誕生。
正平21年/貞治5年（1366年）、弟・時義に代わって美作守護に任ぜられる。建徳元年/応安3年（1370年）6月、内談に出仕。天授4年/永和4年（1378年）、紀伊で挙兵した南朝方の橋本正督討伐を命じられ弟・氏清と出兵、紀伊守護を兼ねる。
元中8年/明徳2年（1391年）、山名氏の弱体化を図る3代将軍・足利義満の挑発に乗って氏清と甥・満幸が謀叛を決断。氏清は義理の分国紀伊を訪ねて同心を説得、義理は躊躇するが、氏清の熱弁に圧されて同意する。氏清と満幸は挙兵して京へ攻め込むが敗れて氏清は討死、満幸は逃亡した。義理は兵を発せずに紀伊から動かなかった（明徳の乱）。
乱後に義理は義満に謝罪するが、義満は許さず紀伊と美作を没収して大内義弘と赤松義則へ与えた。美作の兵は赤松義則に降伏、元中9年/明徳3年（1392年）に大内義弘は兵1000騎をもって義理が在国している紀伊へ討ち入った。義理は抗戦を試みるが紀伊の国人は皆背いてしまった。義理は一族63人と共に舟で脱出して紀伊由良湊まで逃げ込み、この地の興国寺で子の氏親、時理ら17人と共に剃髪して出家した。その後の動向は不明とされてきたが、近年の研究によって応永13年（1406年）頃に石見守護の山名氏利が急死したのを受けて、当時赦免を受けていた義理が同国守護に任じられた事が明らかになっている。しかし、応永15年（1408年）には孫（一説には実子）とされる山名教清が守護としての業務を行っているため、程なく死去もしくは引退したと思われる。なお、教清の代に嘉吉の乱の戦功によって赤松氏から美作を奪還し（ただし、応仁の乱で再度赤松氏に奪われる）、孫娘を大内氏に嫁がせて婚姻関係を結ぶことになる。